# Caudatoscelis annulipes
Caudatoscelis annulipes är en bönsyrseart som beskrevs av Karsch 1892. Caudatoscelis annulipes ingår i släktet Caudatoscelis och familjen Amorphoscelidae. Inga underarter finns listade i Catalogue of Life.